# Lago de Huiñaymarca
Lago de Huiñaymarca är en sjö i Bolivia, på gränsen till Peru. Den ligger i den västra delen av landet, 500 km nordväst om huvudstaden Sucre. Lago de Huiñaymarca ligger 3 815 meter över havet. Arean är 7 488 kvadratkilometer. Den sträcker sig 151,3 kilometer i nord-sydlig riktning, och 149,7 kilometer i öst-västlig riktning.
Följande samhällen ligger vid Lago de Huiñaymarca:
- Guaqui (9 507 invånare)
- San Pedro (5 002 invånare)
- Huatajata (3 700 invånare)
- San Pablo (3 245 invånare)
- Copacabana (3 000 invånare)
- Yumani (2 500 invånare)
- Desaguadero (2 219 invånare)
- Huarina (1 616 invånare)
- Sampaya (141 invånare)